# Sint-Michielskerk (Holke)
De Sint-Michielskerk (Frans: Église Saint-Michel) is de parochiekerk van de gemeente Holke in het Franse Noorderdepartement.
Oorspronkelijk is dit een 16e-eeuws gotisch kerkje, waarvan de zware voorgebouwde bakstenen westtoren behouden is gebleven. De spits is recenter en in beton uitgevoerd. Het eenbeukig schip is gedeeltelijk van 1746. Het interieur wordt overkluisd door een tongewelf. Op het hoofdaltaar is Onze-Lieve-Vrouw van de Kolme, patrones van Holke, te vinden, in rococostijl. Er zijn moderne glas-in-loodramen.